# 辰巳ゆめ
辰巳 ゆめ（たつみ ゆめ）は、日本の漫画家。

## 来歴
主として『漫画ばんがいち』（コアマガジン）、『ドキッ!Special』（竹書房）に作品を発表していた。凌辱的な展開があったりもするが、基調は純愛的なラブコメディーである。代表作は、純愛・グラマーの姉と淫乱・スレンダーの妹の恋愛模様を描いた4コマ漫画『双子のお仕事』など。

## 作品リスト

### 単行本
1. 『双子のお仕事』 2006年6月27日発売[1]、竹書房〈バンブーコミックス〉、ISBN 4-8124-6477-3
2. 『きまぐれ MY Dear♥』 2007年6月27日発売[2]、竹書房〈バンブーコミックス DOKI SELECT〉、ISBN 978-4-81246-705-3
収録作品：「どっちの水着ショー」・「湯けむり夢きぶん」・「秘密の二人」・「ひと夏の渚」・「ふたりの幸せ」・「Queen Heart」・「バスガイド、ラブガイド」・「きまぐれ My Dear」・「幸せ二重奏」

### 読み切り・連載
※判明しているもののみあげる。
- 双子のお仕事 （ドキッ!Special2004年7月号 - ?） - 姉・杏奈と、対照的な性格の妹・沙織の4コマ漫画のドタバタ恋愛コメディ
- うさぎ♥HOME  （漫画ばんがいち2004年7月号）
- ご主人様と僕 （漫画ばんがいち2004年9月号）
- ここにいる君の絵 （漫画ばんがいち2004年11月号）
- カラダのカンケイ （漫画ばんがいち2005年1月号）
- コス♥エッセンス （漫画ばんがいち2005年3月号）
- 春の香り （漫画ばんがいち2005年5月号）
- イイナ許嫁 （漫画ばんがいち2005年7月号）
- MyメイドCafe （漫画ばんがいち2005年9月号）
- 甘いキス （漫画ばんがいち2005年11月号）
- 初♥恋 （漫画ばんがいち2006年1月号）
- コスプレLOVE （漫画ばんがいち2006年3月号）
- 春が来た （漫画ばんがいち2006年5月号）
- 私のあなた （漫画ばんがいち2006年7月号）
- 彼女 （漫画ばんがいち2006年9月号）